# Ferdinando Galli da Bibiena

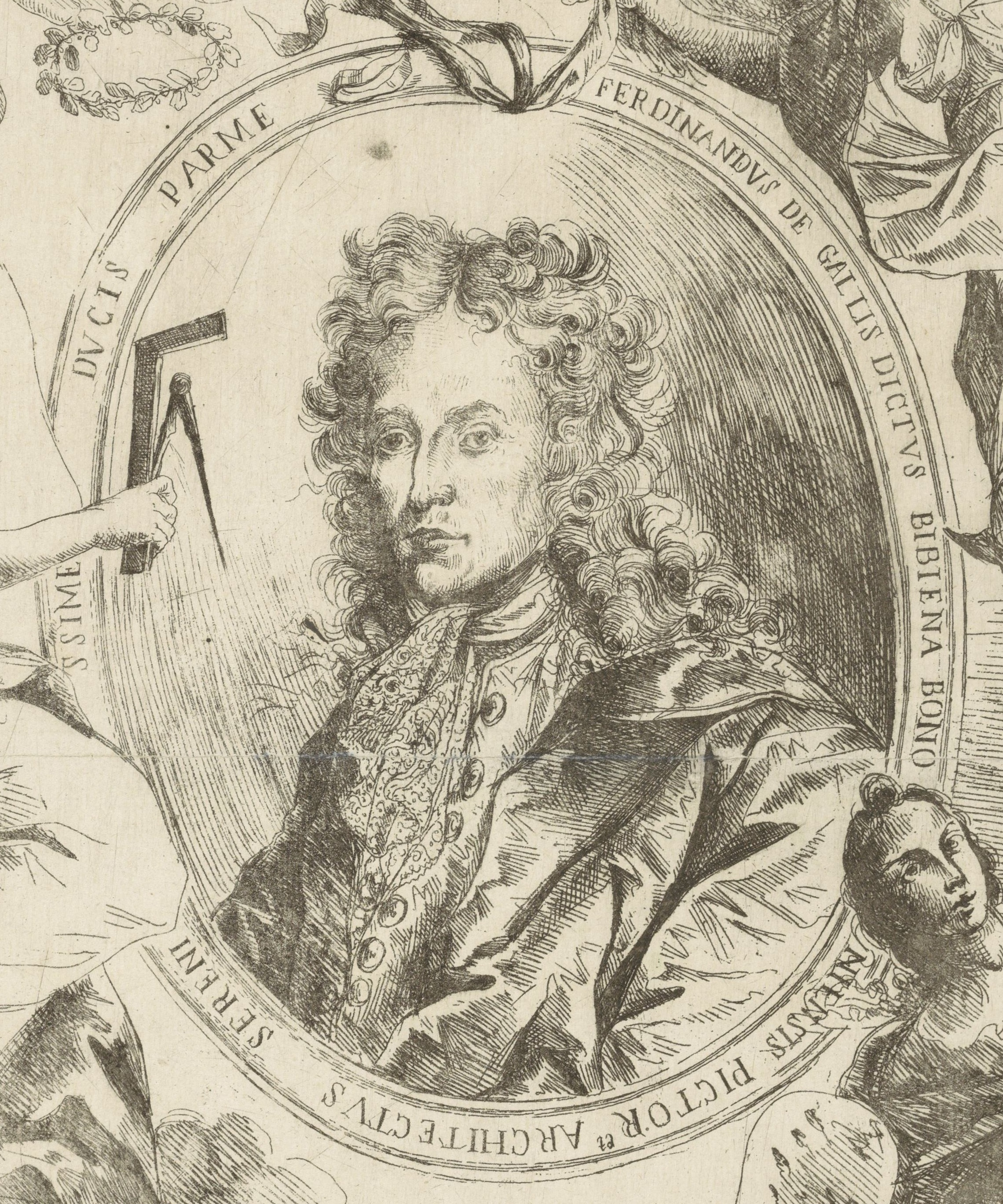
Ferdinando Galli da Bibiena

Ferdinando Galli da Bibiena (* 8. August 1656 in Bologna; † 3. Januar 1743 ebenda) war ein italienischer Szenograph, Architekt und Dekorationsmaler.
Er war der Sohn des Malers und Architekten Giovanni Maria Galli da Bibiena, der sich nach seinem Geburtsort Bibbiena in der Toscana genannt hatte. Er lernte unter Carlo Cignani und erwarb sich großen Ruf als Theaterbaumeister und Dekorateur. Zur Errichtung des bei der Krönung Karls VI. aufgeführten Theaters wurde er nach Prag berufen, kam dann an den Hof Karls VI. zu Wien und arbeitete zuletzt in seiner Geburtsstadt Bologna, wo er 1743 starb. Seine dem Barockstil folgenden Bauten zeigen eine bedeutende Phantasie und großen Sinn für malerische Wirkung; auch seine Architekturmalereien zeichnen sich durch gewandte Behandlung und treffliche Perspektive aus. Kompositionen von ihm erschienen gestochen unter dem Titel: Varie opere di prospettiva zu Augsburg 1840. Er schrieb auch Architettura civile (Parma 1811).
Der Baumeister und Dekorationsmaler Alessandro Galli da Bibiena, der in Heidelberg, Mannheim und Schwetzingen baute, war sein Sohn. Einer seiner Schüler in Bologna und Wien war Raffaele Suà.